# Lou Montulli
Lou Montulli, född 1971, är en amerikansk datorprogrammerare som är känd för sitt arbete med att utveckla webbläsare.
År 1991–1992 skrev han tillsammans med Michael Grobe och Charles Rezac webbläsaren Lynx, medan han studerade vid University of Kansas. Denna webbläsare var en av de första tillgängliga och används fortfarande idag (2023). 1994 blev han en av grundarna av Netscape Communications och programmerade nätverkskoden för de första versionerna av Netscapes webbläsare.
Han var också ansvarig för flera webbläsarinnovationer, såsom HTTP-cookies, blink-elementet, server-push, client pull, HTTP-proxying, och bidrog till implementering av animerade GIF-filer i webbläsare. 
Medan han var på Netscape var han också en av grundarna av HTML-arbetsgruppen på W3C och var en bidragande författare till HTML 3.2.
Han är en av endast sex invalda i World Wide Web Hall of Fame som tillkännagavs vid den första internationella konferensen på World Wide Web 1994.
1998 blev han en av grundarna av Epinions som nu är ett Shopping.com-företag. 2002 utsågs han av MIT Technology Review TR100 som en av de 100 främsta innovatörerna i världen under 35 år.
Lou Montulli är erkänd bland "dolda hjältar" för sina betydande tekniska bidrag, som HTTP-kakan och Lynx.